# بیل والش (تهیه‌کننده)
بیل والش (انگلیسی: Bill Walsh؛ ۳۰ سپتامبر ۱۹۱۳ – ۲۷ ژانویهٔ ۱۹۷۵) یک فیلم‌نامه‌نویس، تهیه‌کننده، و کارگردان اهل ایالات متحده آمریکا بود.
از فیلم‌ها یا مجموعه‌های تلویزیونی که وی در آن‌ها نقش داشته است می‌توان به دیوی کراکت اشاره نمود.